# 石黒淳二
石黒 淳二（いしぐろ じゅんじ、1971年7月13日 - ）は、日本の写真家。  

## 来歴
福岡県に生まれる。代官山スタジオに勤務した。
1997年に退社後、清野賀子に師事する。1998年 go relax E more 立ち上げに参加する。
2015年に石黒淳二写真事務所を設立した。